# Паллидотомия

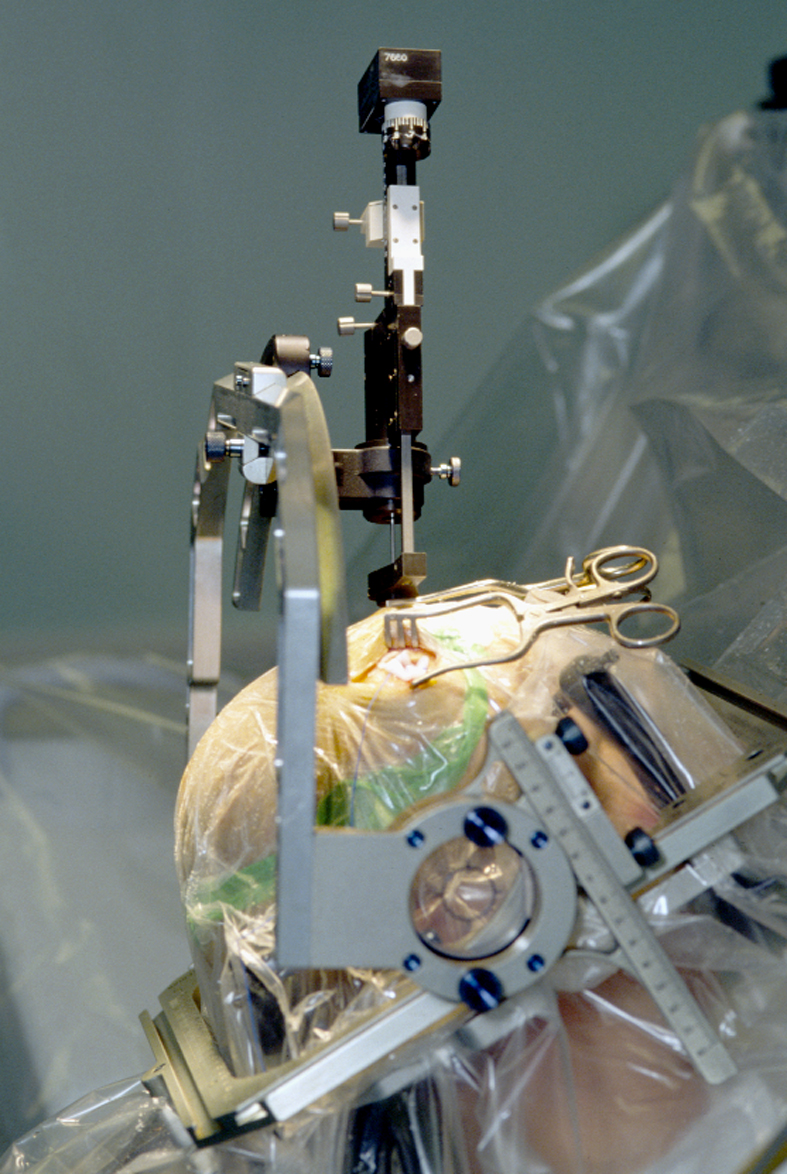
Стереотаксическая рамка, используемая для проведения паллидотомии.

Паллидотомия — это нейрохирургическая процедура, при которой крошечный электрический зонд помещается в бледный шар (лат. globus pallidus), одно из базальных ядер головного мозга, который затем нагревается до 80 °C в течение 60 секунд, чтобы разрушить небольшой участок клеток мозга. 
Паллидотомия является альтернативой глубокой стимуляции мозга для лечения непроизвольных движений, известных как лекарственные дискинезии, которые могут стать проблемой у людей с болезнью Паркинсона после длительного лечения лекарственными препаратами. Операцию также иногда используют в качестве альтернативы глубокой стимуляции мозга для лечения сложных случаев эссенциального тремора.
Внутренний бледный шар можно рассматривать как «выходную структуру» базальных ядер, обрабатывающую входные данные от прилежащего ядра и полосатого тела и отправляющие входные данные в кору головного мозга через таламус. Таким образом, это критически важно для функционирования базальных ганглиев. 
Односторонняя постеровентральная паллидотомия может быть эффективной для уменьшения паркинсонизма, но связана с нарушением обучения языку (если выполняется в доминантном полушарии) или нарушением зрительно-пространственной конструктивной способности (если выполняется в недоминантном полушарии). Операция также может нарушить исполнительные функции. Двусторонняя паллидотомия не уменьшит симптомы паркинсонизма, но вызовет серьезную апатию и депрессию, а также невнятную, неразборчивую речь, слюнотечение и псевдобульбарный паралич.
Паллидотомия является деструктивной необратимой операцией.

## Показания
Применяется для борьбы с сильнейшими двигательными расстройствами, при которых консервативное лечение не эффективно. 
Паллидотомия применяется для лечения болезни Паркинсона, дистонии, различных нарушениях работы головного мозга. 
Также является эффективной для лечения лекарственных дискинезий, возникающих в результате применения препаратов для лечения болезни Паркинсона.

## Проведение операции
Операция начинается с прикрепления стереотаксической рамы к голове пациента, которая жестко фиксирует череп пациента для избежания любых движений головы во время операции.
После этого проводится детальное сканирование мозга с использованием компьютерной томографии (КТ) или магнитно-резонансной томографии (МРТ), для определения точное местоположение части мозга, которая будет задействована в операции, а также путь через мозг, чтобы подобраться к ней. 
Во время операции пациент бодрствует, однако часть мозга, которую оперируют, находится под наркозом. Бригаде хирургов важно получать обратную связь от пациента, чтобы определить правильность установки зонда, а также контролировать его реакцию на проведение операции.

## Осложнения
Паллидотомия является относительно безопасной процедурой. Тем не менее, одним из потенциально серьезных осложнений этой процедуры является инсульт, вызванный кровотечением в головном мозге, что может привести к дополнительным осложнениям в будущем.
Существует риск повреждения хирургом других областей мозга.
Анализ 85 статей, посвящённых паллидотомии, и соответственно результатов лечения ~1500 больных выделены следующие осложнения данной операции:
| Осложнение                       | К-во больных | Уровень (%) |
| -------------------------------- | ------------ | ----------- |
| Внутричерепное кровоизлияние     | 26           | 1,7 %       |
| Постоперационный психоз          | 8            | 0,5 %       |
| Гиперсаливация                   | 9            | 0,6 %       |
| Судорожные приступы              | 8            | 0,5 %       |
| Нарушение фонации                | 20           | 1,3 %       |
| Нарушение полей зрения           | 30           | 2,0 %       |
| Депрессия                        | 13           | 0,9 %       |
| Нарушение функции лицевого нерва | 56           | 3,7 %       |
| Дизартрия                        | 18           | 1,2 %       |
| Нарушение памяти                 | 19           | 1,3 %       |
| Слабость в одной из конечностей  | 24           | 1,6 %       |
| Другие осложнения                | 30           | 2,0 %       |

Из-за этих рисков глубокая стимуляция мозга является популярной альтернативой паллидотомии, поскольку она гораздо менее опасна.
Развитие стереотаксической радиохирургии позволила производить разрушение соответствующих нервных структур без травматизации окружающих структур и тканей и снизить или исключить риски некоторых осложнений относительно инвазивной процедуры.